# Guillermo Martínez (Schriftsteller)

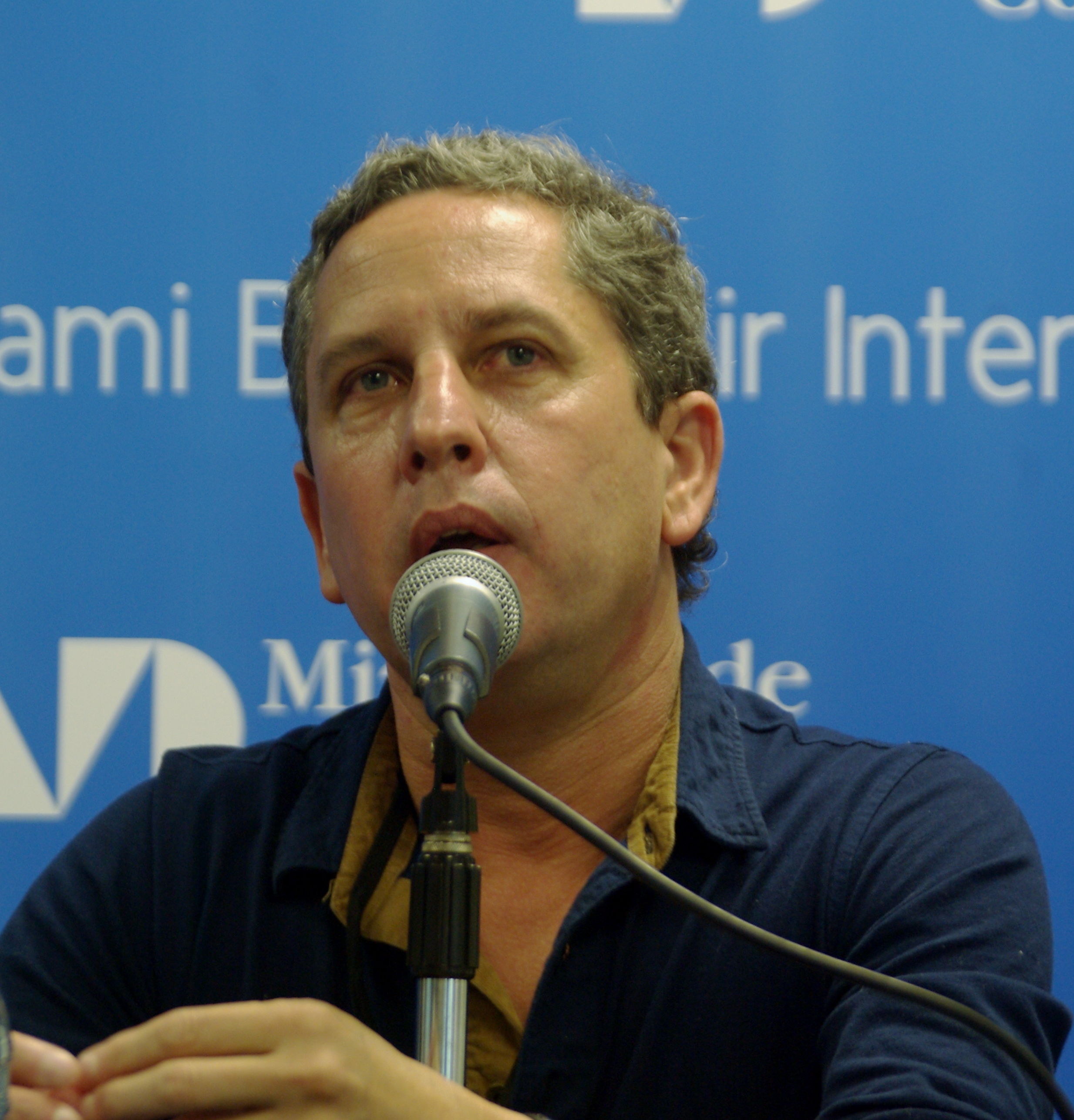
Guillermo Martínez, Miami Book Fair International, 2014

Guillermo Martínez (* 1962 in Bahía Blanca) ist ein argentinischer Schriftsteller und Mathematiker. 
Nach seiner Promotion als Mathematiker arbeitete Guillermo Martínez zwei Jahre als Postdoc an der Oxford University. Seit 1985 lebt er in Buenos Aires.
Er veröffentlichte mit dem Kurzgeschichtenband La jungla sin bestias 1982 sein erstes Buch. 1989 erhielt er für den Kurzgeschichtenband Infierno Grande den „Premio Nacional Roberto Arlt“. Sein bisher bekanntestes Buch ist der 2003 erschienene internationale Bestseller Crímenes imperceptibles (deutscher Titel: Die Pythagoras-Morde), der im selben Jahr mit dem Planeta-Preis für Argentinien ausgezeichnet und 2007 als The Oxford Murders mit John Hurt und Elijah Wood verfilmt wurde.

## Werke
- 1982 La jungla sin bestias
- 1989 Infierno Grande. Destino Ediciones, Buenos Aires, ISBN 950-732-023-7
- 1993 Acerca de Roderer. Planeta, Buenos Aires, ISBN 950-742-276-5
  - Roderers Eröffnung, dt. von Angelica Ammar, Eichborn, Frankfurt am Main 2009, ISBN 978-3-8218-5787-9.
- 1998 La Mujer del Maestro. Planeta, Buenos Aires, ISBN 950-49-1474-8
- 2003 Crímenes imperceptibles
  - Die Pythagoras-Morde, dt. von Angelica Ammar, Eichborn, Frankfurt am Main 2005, ISBN 3-8218-0950-7.
- 2005 La Formula de La Inmortalidad. Seix Barral, Buenos Aires, ISBN 950-731-465-2
- 2006 Borges y La Matematica. Seix Barral, Buenos Aires, ISBN 950-731-514-4
- 2007 La Muerte Lenta de Luciana B
  - Der langsame Tod der Luciana B, dt. von Angelica Ammar, Eichborn, Frankfurt am Main 2008, ISBN 978-3-8218-7200-1.
- 2009 Gödel (para todos). Seix Barral, Buenos Aires
- 2019  Los crímenes de Alicia
  - Der Fall Alice im Wunderland, dt. von Angelica Ammar, Eichborn 2020, ISBN 978-3-8479-0046-7.